# 이성교 (1921년)
이성교(李成敎, 1921년 12월 4일 ~ ?)는 대한민국의 정치인, 기업인, 사회 사업가이다. 호(號)는 약산(若山), 본관은 우계(羽溪)이다. 1952년 ~ 1956년 삼척군 근덕면의회 의원, 1972년 ~ 1978년 제1대 통일주체국민회의 대의원(삼척군 장성읍 지역구), 1978년 ~ 1980년 제2대 통일주체국민회의 대의원(삼척군 황지읍 지역구)에 선출되었다. 기업인으로는 북삼척광철산소 소장, 1975년도 황지여중, 황지여고 육성회장, 1979년 영진광업(映振鑛業) 대표이사, 달전광업소(達田礦業所) 대표이사 등을 역임했다.
1963년 황지읍의용소방대장, 1972년 장성읍의용소방대장이 되었고, 1976년 라이온스 클럽 309A지구 부총재에 선출되었다. 1980년 12월 8일 민주정의당 창당에 참여했고, 1988년 1월 6일 13대 국회의원 선거에 민주정의당 태백시 예비후보로 공천신청했으나 탈락했다. 강원도 삼척 근덕 출신.

## 생애

### 초기 활동
1921년 12월 4일에 태어났으며, 일설에는 1922년 2월 9일생 설이 있다. 1973년 대한민국 중앙선거관리위원회에서 편찬한 후보자 명부에는 생년월일이 1922년 2월 9일로 나타난다. 강원도 삼척군 근덕면 교가리(현, 삼척시 근덕면 교가리) 재동 부락 출신으로, 할아버지는 주원(周謜)이고, 아버지는 희전(熙田)이며, 어머니는 삼척김씨 김지석(金智碩)이다. 고종 때 성주 독용산성 별장을 지낸 이인호의 종증손이 된다. 형제 자매로는 누이 이정자(李貞子)는 삼척김씨 김두진(金斗鎭)과 혼인하였다.
강원도 삼척군 근덕면 교가리 출신이나, 뒤에 삼척군 장성읍 황지2리(三陟郡 長省邑 黄池2里, 후일의 강원도 태백시 황지동) 253-1번지로 이주하여 생활했다. 이후 태백시에 거주했다. 1999년 당시에는 태백시 황지3동에 거주하였다.
풍전철광(豊田鐵鑛)에 입사, 직원으로 근무하다가 퇴사하고 대명탄광의 덕대가 되었다.
1940년 강원도립병원 위생사무촉탁직원이 되었다. 6.25 전쟁 휴전 직후, 정미소를 운영하였으나 곧 폐업하였다.

### 기초의원, 탄광 근무
1952년 4월 25일 제1대 읍면의회 선거 때 삼척군 근덕면의회 의원 선거에 무소속으로 출마, 당선되었다. 1952년부터 1956년 초대 삼척군 근덕면의회 의원이었다. 1959년 9월 9일 대명광업에 입사, 덕대가 되었다. 1960년대 이후 삼척군 황지면에 영진광업(映振鑛業)을 창립하고 대표이사가 되었다.
1963년 3월 22일 서울 종로1가, 을지로1가, 서울시청 등에서 열리는 군정연장 반대 시위에 참여했다가 같이 참여한 고형곤, 유치진 등 105명과 함께 당일 남대문서에 체포, 구속송치되었다. 이때 그는 민정당(1963년에 창당된 정당)의 당원이었다. 1963년 황지읍의용소방대장이 되어, 소방차량을 증설하였다.
1965년에는 북삼척광철산소(北三陟鑛鐵山所) 소장이었다. 그해 10월 10일 순직 군인 강재구(姜在求) 소령 장례식에 조위금으로 1만원을 기탁했다. 1968년 라이온스 클럽 강원도지부에 가입, 활동하였다.

### 정치, 사회단체 활동
1972년 12월 4일 제1대 통일주체국민회의 대의원 선거에 삼척군 장성읍 지역구 무소속 후보로 출마, 그해 12월 17일 당선되었다. 1972년 12월 23일부터 1978년 5월 18일까지 제1대 통일주체국민회의 대의원이었다.
1973년 장성읍(의용)소방대장이었다. 1975년 황지여자중, 황지여고 육성회장이 되었다. 1975년 삼척시 도계읍 심포리 산69-9에 산업전사 위령탑 건립에 참여, 산업전사 위령탑 건립추진위원장이 되었으며, 위령탑은 그해 11월 29일 제막했다. 1975년 5월 10일 총력안보협회가 창립하자, 그는 총력안보협회 강원도지부 운영위원에 선출됐다. 1976년 라이온스 클럽 309A지구 부총재에 선임되었다.
1978년 제2대 통일주체국민회의 대의원 선거에 삼척군 황지읍 지역구 무소속 후보로 출마, 그해 5월 19일 당선되었다. 1978년부터 1980년 10월 27일까지 제2대 통일주체국민회의 대의원이었다.
1978년 7월 삼척상공회의소에서 제6대 의원과 임원 선출을 할때, 부회장의 한 사람으로 선출됐다.
1979년 강원도 삼척군 도계읍 도계3리 3401 ~ 5번지, 3456 ~ 7번지의 달전광업소(達田礦業所) 대표이사였다. 달전광업소는 무연탄(無煙炭) 생산 업종이었다. 1979년 영진광업소 대표이사가 되었다.
1980년 12월 8일 민정당(민주정의당) 창당 준비위원의 한 사람으로 참여했다. 1981년 태백시 지역개발 위원장이 되었다.
그밖에 태백호텔 회장, 태백시 번영회 회원 등을 역임했다. 1987년 13대 총선 직전 출마 예상자로 호명되었디. 1987년 1월 당시 태백호텔 회장이었다.

### 생애 후반
1988년 1월 6일 하오 제13대 국회의원 선거에 민주정의당 태백시지구 공천을 신청, 1월 8일 확정되었으나, 최종 경선에서 탈락했다.
1999년 당시 영진광업 대표이사 재임 중이었다.

## 수상 경력
- 1966년 강원도지사 감사장
- 1968년 내무부장관 감사장
- 1970년 내무부장관 감사장
- 1976년 내무부장관 감사장
- 1976년 강원도지사 감사장(산업전사 위령탑 건립 관련)

## 가족 관계
계부인 이동춘은 19세 때(1945년) 그와 결혼했다 한다.
- 부인 : 심명자(沈明子), 청송심씨(靑松沈氏), 심만섭(沈晩燮)의 딸
- 부인 : 이동춘(李東春), 진성이씨(眞城李氏) 이경소(李景昭)의 딸

## 같이 보기
- 라이온스클럽
- 기초의회
- 통일주체국민회의

## 참고 자료
- 삼척시지
- 대한상공회의소, 《전국기업체총람》 (대한상공회의소, 1979) 9페이지
- 중앙선거관리위원회, 《대한민국 정당사 2호》 (중앙선거관리위원회, 1973) 480페이지
- 강원일보사, 《강원도를 움직이는 인물들:강원연감 부록》 (강원일보사, 1999) 334페이지
- 삼척상공회의소, 《월간 삼척상의 1977년 6월호》 (삼척상공회의소, 1977)